# Rigney
Cet article possède un paronyme, voir Rigny.
Rigney est une commune française située dans le département du Doubs, la région culturelle et historique de Franche-Comté et la région administrative Bourgogne-Franche-Comté, à 30 km au nord-est de Besançon.

## Géographie
Regney en 1182 ; Reyne en 1245 ; Rigney en 1264 ; Reigne en 1272 ; Reigney sur l'Oingnon en 1394 ; Regney en 1550.
Le village est situé en rive gauche de l'Ognon sur une petite colline qui domine deux étangs. La Corcelle, petit ruisseau affluent rive gauche de l'Ognon, s'écoule du sud au nord de la commune.
La commune est traversée par la D 14 la reliant à Devecey et Geneuille, ainsi que par la D 486 qui la relie à Besançon (Les Marnières) - Thise - Marchaux - Chaudefontaine et Rougemont.

### Climat
Pour des articles plus généraux, voir Climat de la Bourgogne-Franche-Comté et Climat du Doubs.
En 2010, le climat de la commune est de type climat de montagne, selon une étude du Centre national de la recherche scientifique s'appuyant sur une série de données couvrant la période 1971-2000. En 2020, Météo-France publie une typologie des climats de la France métropolitaine dans laquelle la commune est exposée à un climat semi-continental et est dans une zone de transition entre les régions climatiques « Lorraine, plateau de Langres, Morvan » et « Jura ». 
Pour la période 1971-2000, la température annuelle moyenne est de 10,6 °C, avec une amplitude thermique annuelle de 17,5 °C. Le cumul annuel moyen de précipitations est de 1 115 mm, avec 13 jours de précipitations en janvier et 10 jours en juillet. Pour la période 1991-2020, la température moyenne annuelle observée sur la station météorologique de Météo-France la plus proche, « Pouligney », sur la commune de Pouligney-Lusans à 7 km à vol d'oiseau, est de 10,9 °C et le cumul annuel moyen de précipitations est de 1 214,6 mm. 
La température maximale relevée sur cette station est de 40 °C, atteinte le 25 juillet 2019 ; la température minimale est de −23 °C, atteinte le 20 décembre 2009,,. 
Les paramètres climatiques de la commune ont été estimés pour le milieu du siècle (2041-2070) selon différents scénarios d'émission de gaz à effet de serre à partir des nouvelles projections climatiques de référence DRIAS-2020. Ils sont consultables sur un site dédié publié par Météo-France en novembre 2022.

## Urbanisme

### Typologie
Au 1er janvier 2024, Rigney est catégorisée commune rurale à habitat dispersé, selon la nouvelle grille communale de densité à 7 niveaux définie par l'Insee en 2022.
Elle est située hors unité urbaine. Par ailleurs la commune fait partie de l'aire d'attraction de Besançon, dont elle est une commune de la couronne,. Cette aire, qui regroupe 310 communes, est catégorisée dans les aires de 200 000 à moins de 700 000 habitants,.

### Occupation des sols
L'occupation des sols de la commune, telle qu'elle ressort de la base de données européenne d’occupation biophysique des sols Corine Land Cover (CLC), est marquée par l'importance des forêts et milieux semi-naturels (47,4 % en 2018), une proportion sensiblement équivalente à celle de 1990 (46,6 %). La répartition détaillée en 2018 est la suivante : 
forêts (44,5 %), zones agricoles hétérogènes (22,3 %), terres arables (21,9 %), zones urbanisées (4,9 %), eaux continentales (3 %), milieux à végétation arbustive et/ou herbacée (2,9 %), prairies (0,5 %). L'évolution de l’occupation des sols de la commune et de ses infrastructures peut être observée sur les différentes représentations cartographiques du territoire : la carte de Cassini (XVIIIe siècle), la carte d'état-major (1820-1866) et les cartes ou photos aériennes de l'IGN pour la période actuelle (1950 à aujourd'hui).

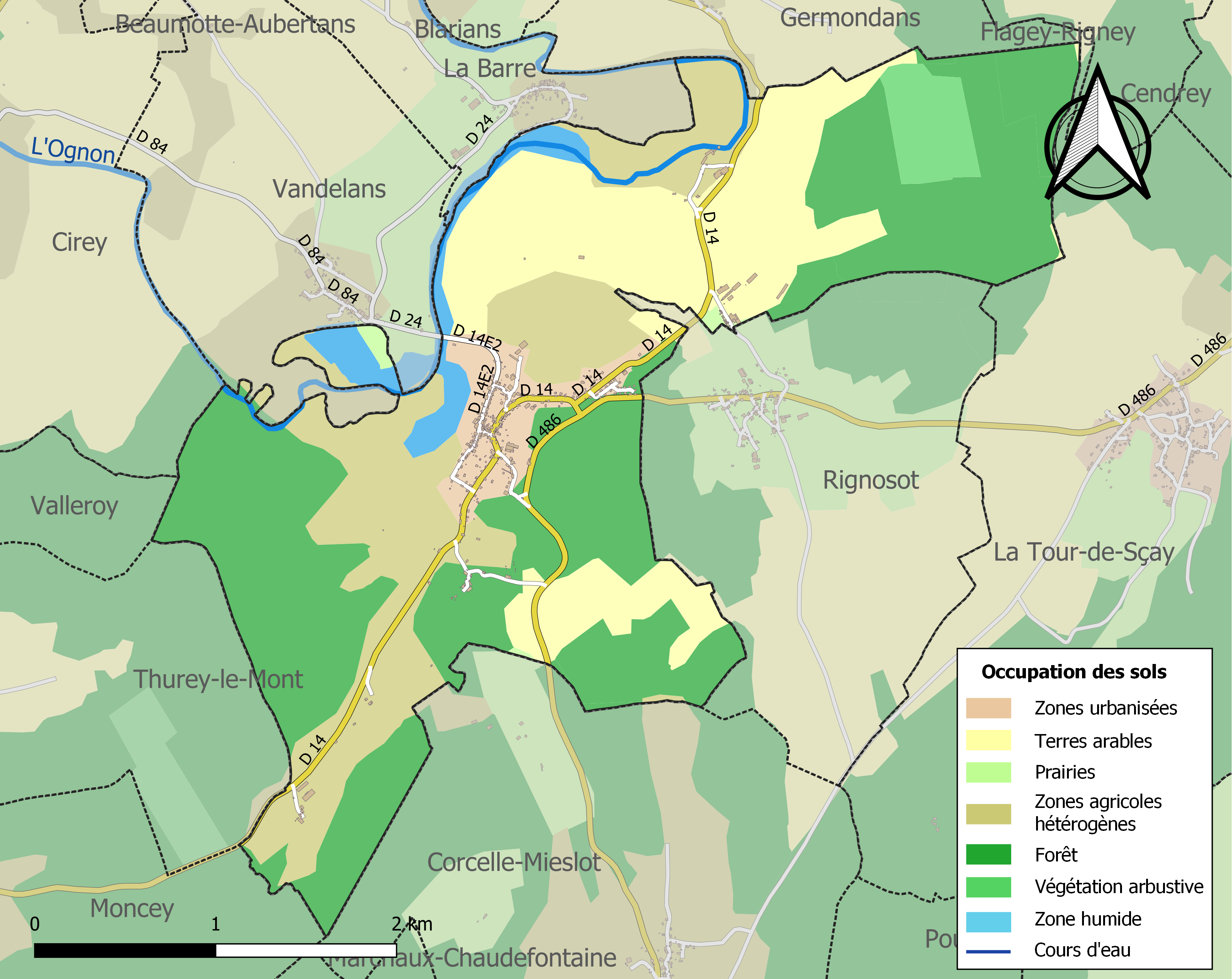
Carte des infrastructures et de l'occupation des sols de la commune en 2018 (CLC).

## Politique et administration
| Période                                  | Période  | Identité                              | Étiquette | Qualité |
| ---------------------------------------- | -------- | ------------------------------------- | --------- | ------- |
| avant 1988                               | 1994     | Roger Mussillon                       |           | Maire   |
| mars 2008                                | 2009     | Gilbert Menegain décédé le 02/09/2009 |           |         |
| septembre 2009                           | 2014     | Jean-Pierre Champenois                |           |         |
| mars 2014                                | mai 2020 | Claude Rossé                          | SE        |         |
| mai 2020                                 | En cours | Nathalie Concet                       |           |         |
| Les données manquantes sont à compléter. |          |                                       |           |         |

## Démographie
L'évolution du nombre d'habitants est connue à travers les recensements de la population effectués dans la commune depuis 1793. Pour les communes de moins de 10 000 habitants, une enquête de recensement portant sur toute la population est réalisée tous les cinq ans, les populations de référence des années intermédiaires étant quant à elles estimées par interpolation ou extrapolation. Pour la commune, le premier recensement exhaustif entrant dans le cadre du nouveau dispositif a été réalisé en 2004.

En 2022, la commune comptait 374 habitants, en évolution de −6,03 % par rapport à 2016 (Doubs : +1,88 %, France hors Mayotte : +2,11 %).
| 1793 | 1800 | 1806 | 1821 | 1831 | 1836 | 1841 | 1846 | 1851 |
| ---- | ---- | ---- | ---- | ---- | ---- | ---- | ---- | ---- |
| 458  | 497  | 466  | 498  | 492  | 501  | 573  | 531  | 522  |

| 1856 | 1861 | 1866 | 1872 | 1876 | 1881 | 1886 | 1891 | 1896 |
| ---- | ---- | ---- | ---- | ---- | ---- | ---- | ---- | ---- |
| 478  | 497  | 485  | 501  | 423  | 477  | 437  | 421  | 405  |

| 1901 | 1906 | 1911 | 1921 | 1926 | 1931 | 1936 | 1946 | 1954 |
| ---- | ---- | ---- | ---- | ---- | ---- | ---- | ---- | ---- |
| 408  | 372  | 331  | 299  | 288  | 265  | 287  | 295  | 333  |

| 1962 | 1968 | 1975 | 1982 | 1990 | 1999 | 2004 | 2006 | 2009 |
| ---- | ---- | ---- | ---- | ---- | ---- | ---- | ---- | ---- |
| 272  | 288  | 285  | 287  | 346  | 390  | 410  | 425  | 431  |

| 2014 | 2019 | 2022 | - | - | - | - | - | - |
| ---- | ---- | ---- | - | - | - | - | - | - |
| 417  | 375  | 374  | - | - | - | - | - | - |

## Culture locale et patrimoine

### Lieux et monuments
- Le château de La Roche (XIIIe siècle) demeure privée ouverte uniquement pour quelques expositions d'art temporaires.
- L'église du XVIIIe siècle au clocher comtois recouvert d'un damier de tuiles marron et jaune unique en son genre dans la région.
- La chapelle Sainte-Geneviève[19].
- Le pont sur l'Ognon reliant Rigney à Vandelans

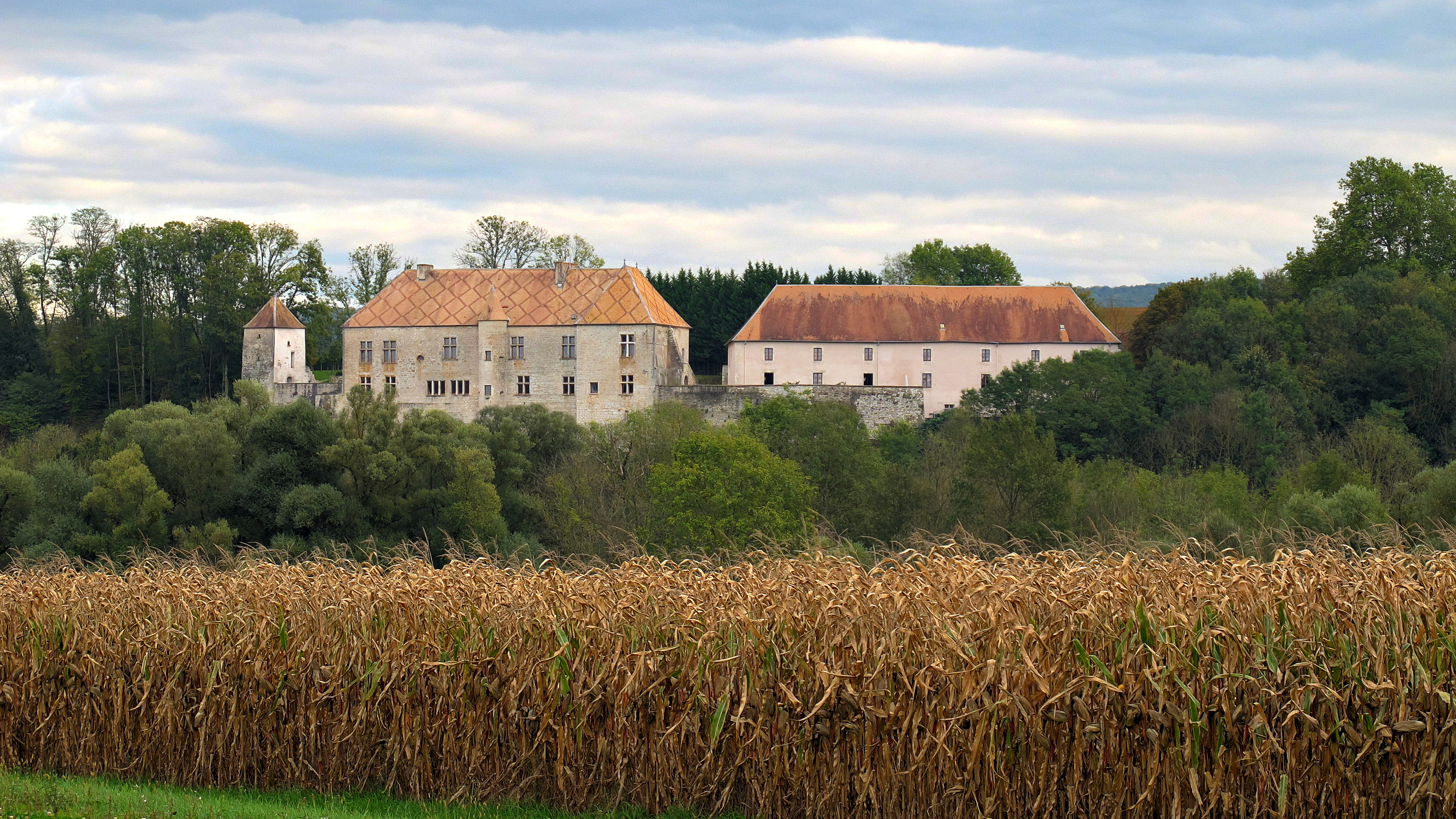
Le château de la Roche.
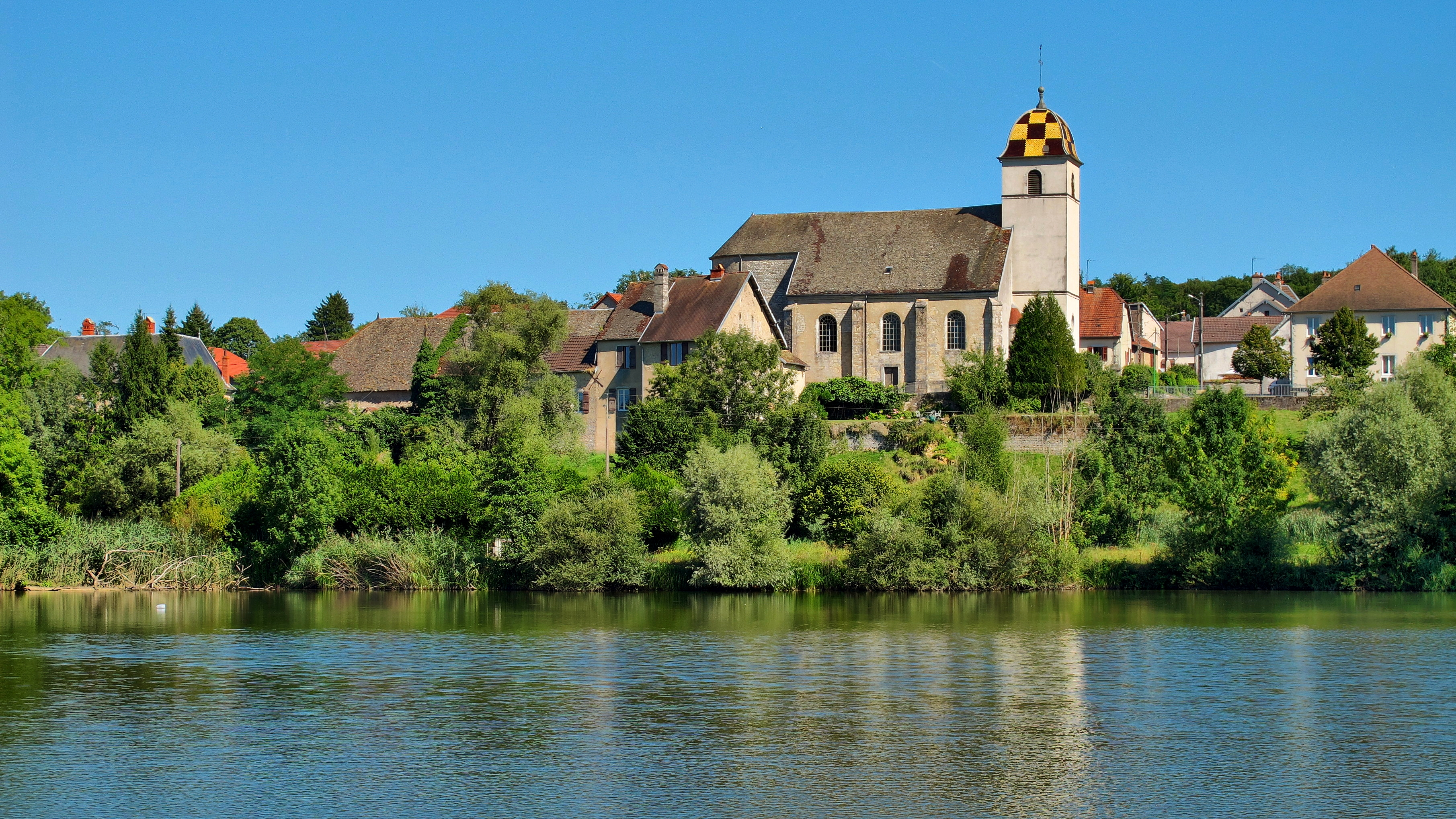
L'église au-dessus des étangs.
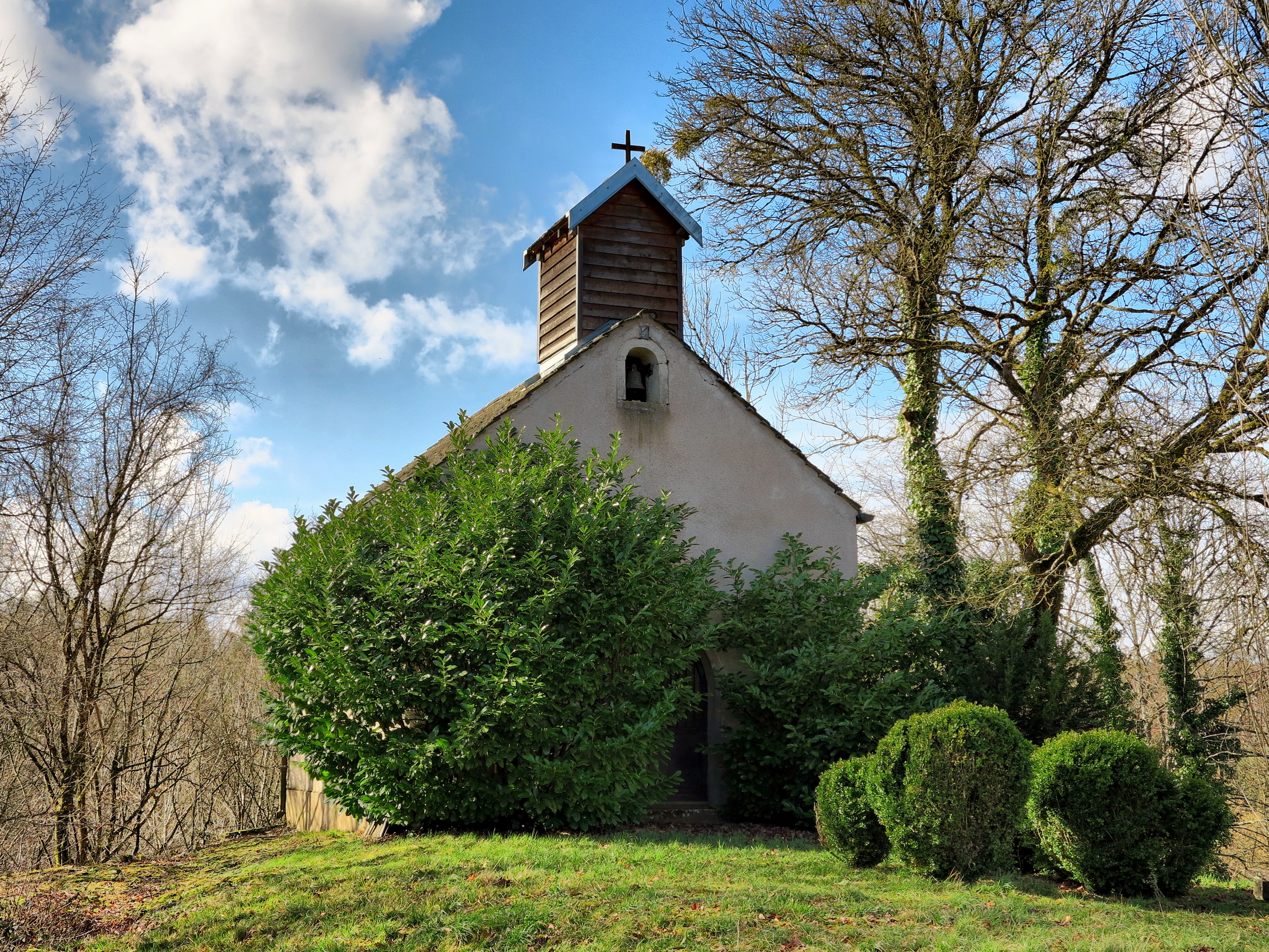
La chapelle Sainte-Geneviève.
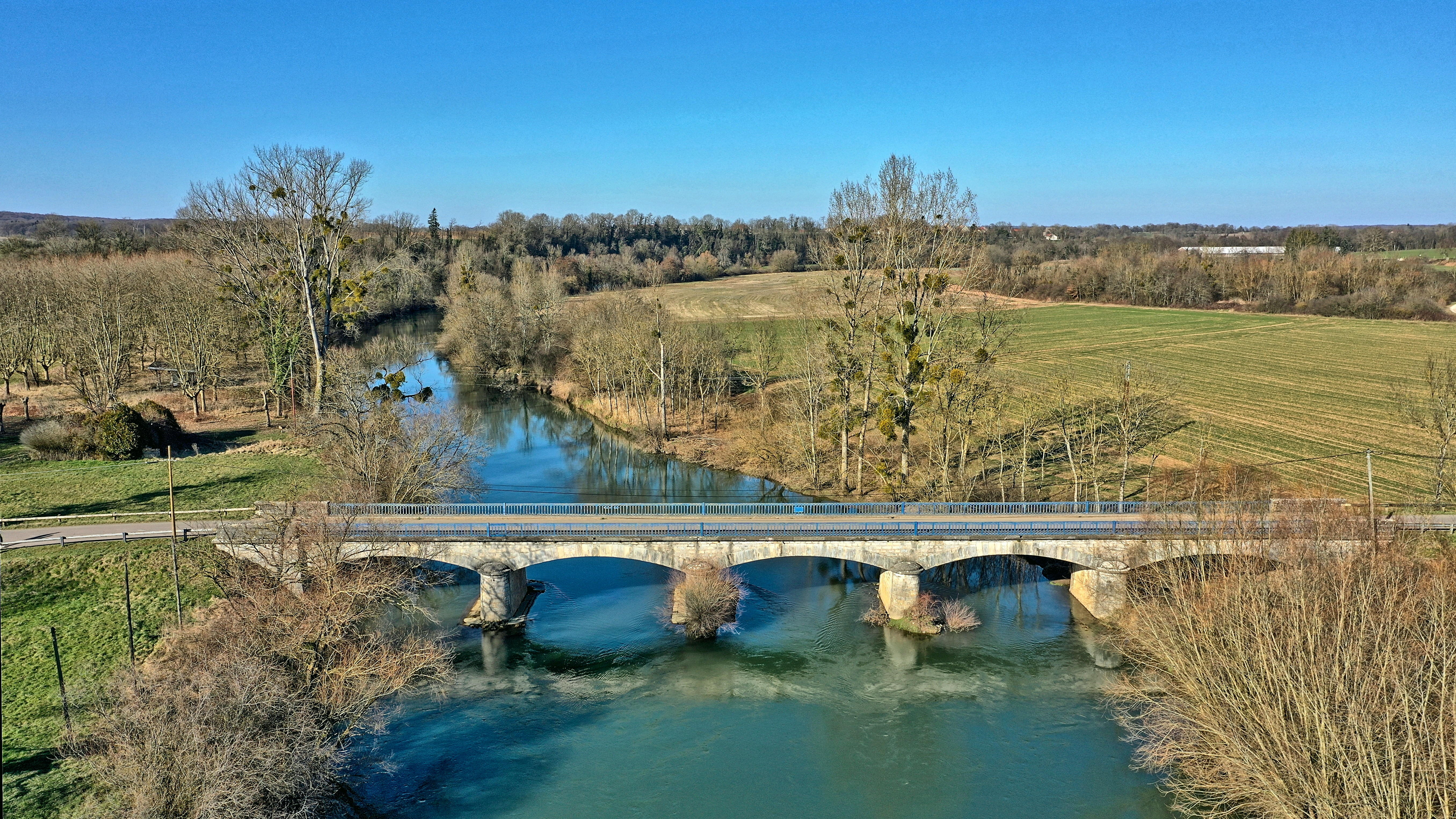
Le pont sur l'Ognon.

- Les deux étangs, résultat de l'exploitation des sablières durant une vingtaine d'années, sont situés juste en dessous du village dans un site de 7 hectares, aujourd’hui paradis des pêcheurs et des promeneurs.
- Les 3 gros chênes (quercus petraea) de Rigney : âgés d'environ 300 ans, plantés sur l'ancien champ de foire du village sous Louis XIV.

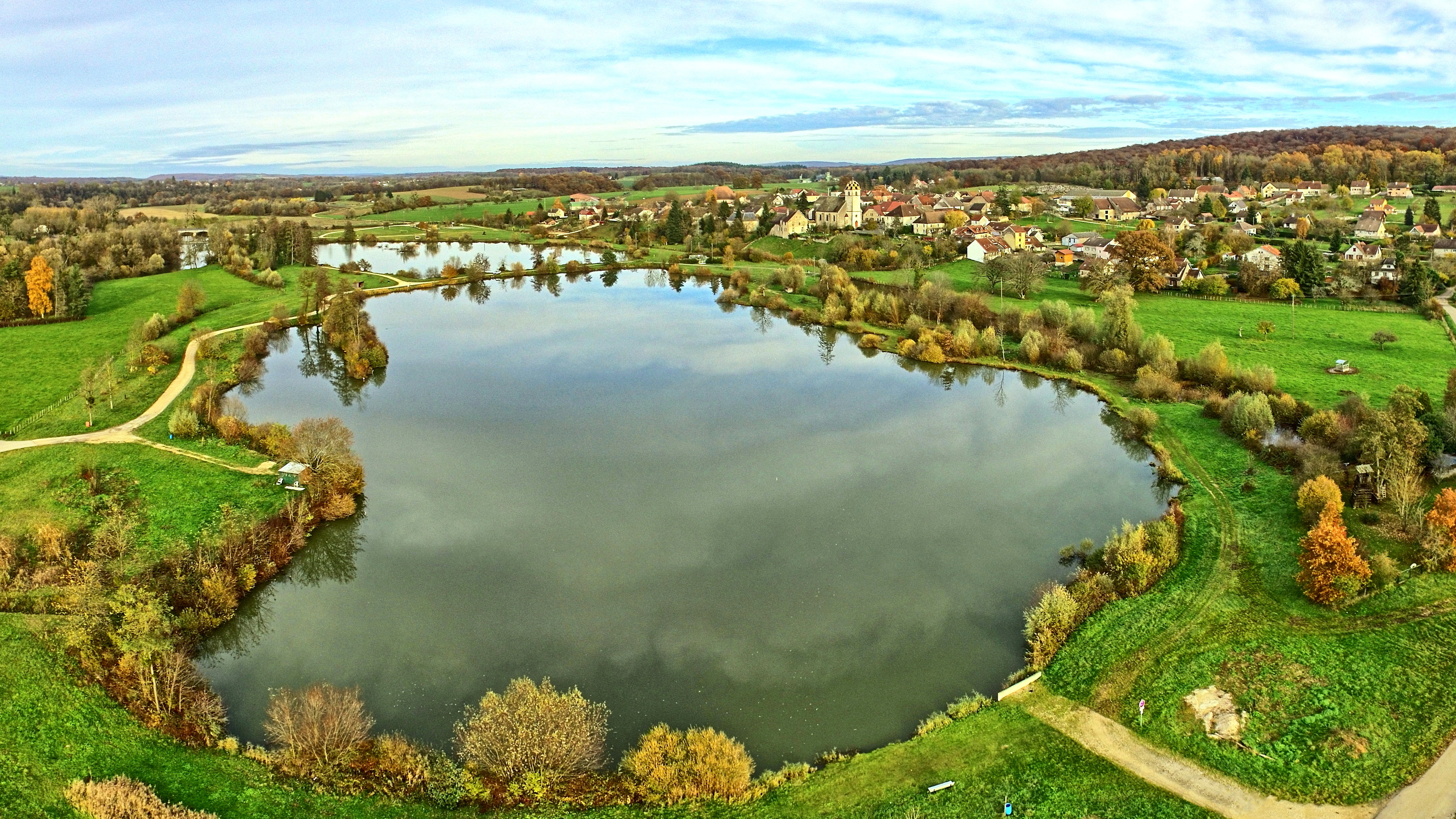
Les deux étangs.
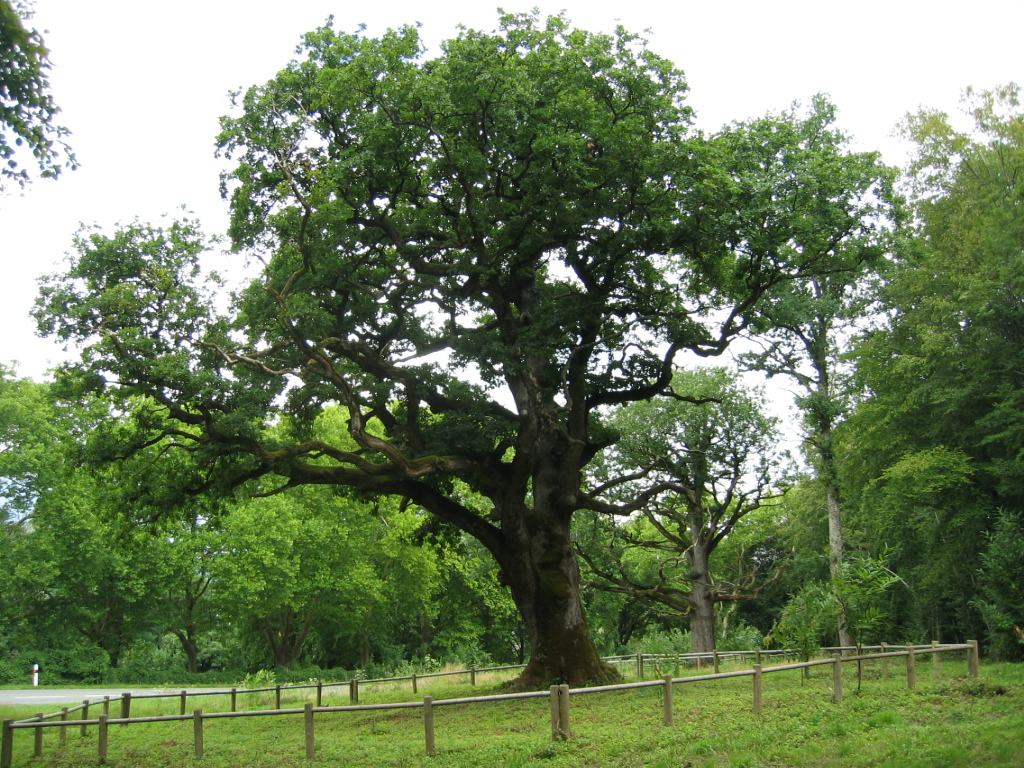
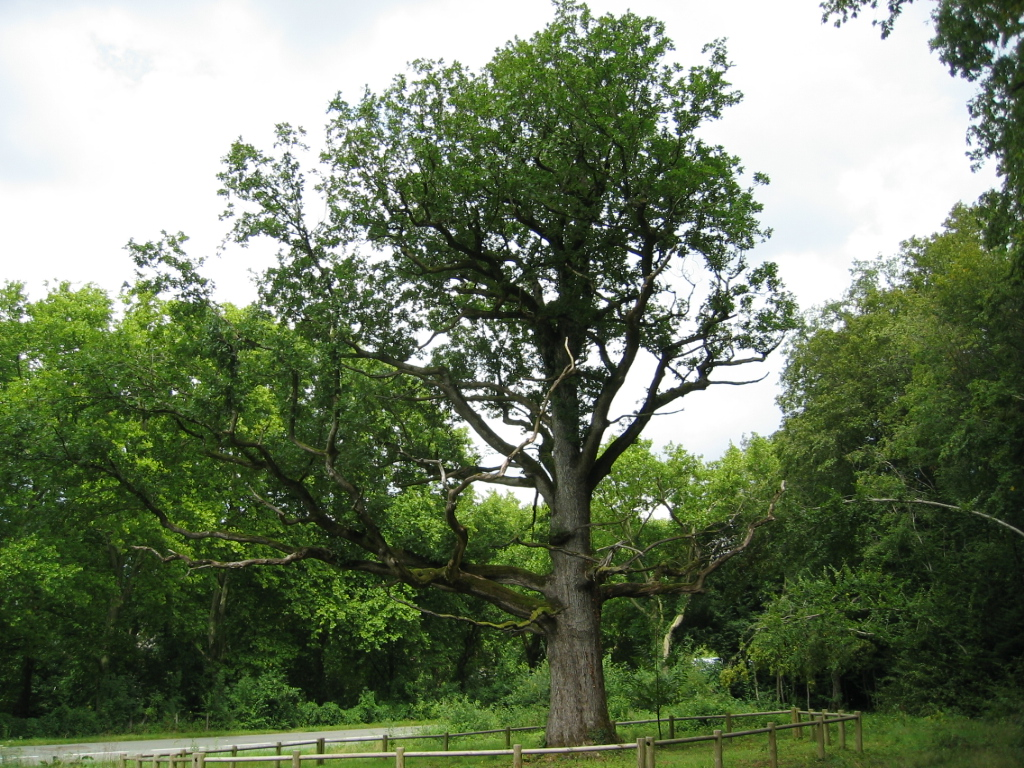
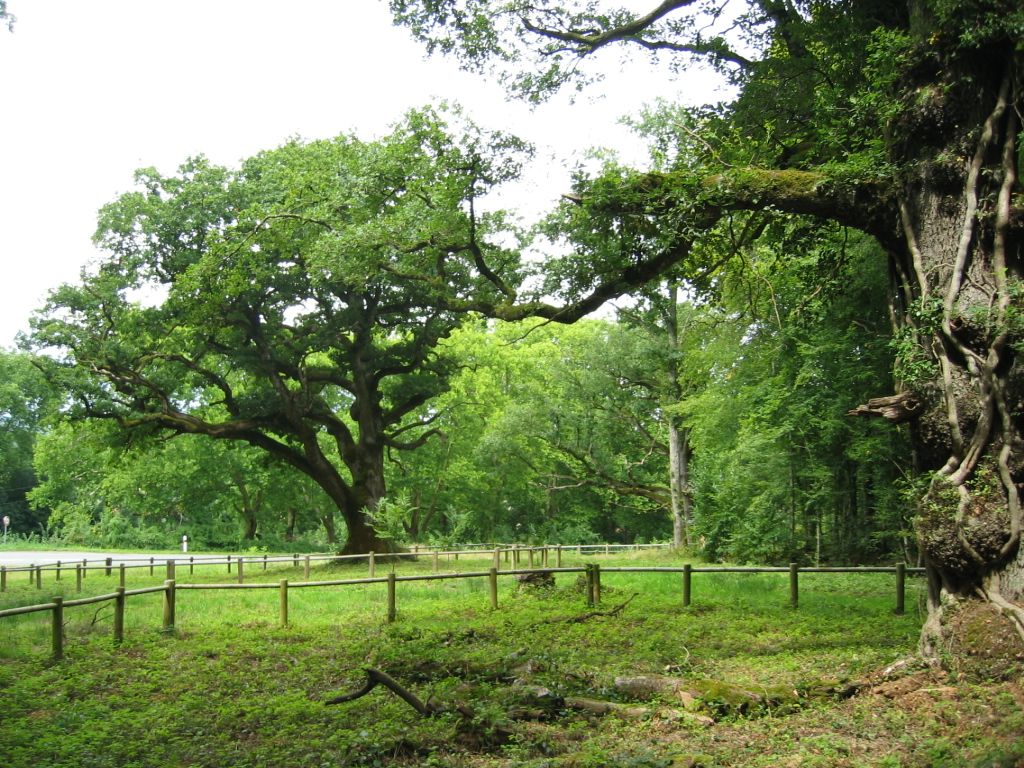

### Personnalités liées à la commune
- Othon de la Roche (-1234 ?), seigneur de La Roche et de Ray, fondateur du duché d'Athènes qu'il conquit durant la quatrième croisade (1205).

### Héraldique
| Blason de Rigney | Blason  | Écartelé : au 1er équipolé d'hermine et de gueules, au 2e d'or à la bande du même* frettée de sable et cloutée du champ, accompagnée en chef d'un marteau de sable posé en bande et en pointe d'une enclume du même, au 3e d'or à la bande ondée d'azur et à une roue de moulin de gueules brochante, au 4e de gueules à une clé versée d'argent à dextre et à une épée basse du même à senestre.                                              |
| Blason de Rigney | Détails | Le premier est aux armes d'Othon de La Roche, qui fut seigneur de Rigney. Le deuxième et le troisième font référence à l'ancienne activité économique de la commune (industrielle et meunière), et l'onde est pour l'Ognon, la Corcelle et la Chazelle qui arrosent la commune. Enfin la clé et l'épée sont attributs, respectivement, de saint Pierre et saint Paul, patrons de la paroisse. Le statut officiel du blason reste à déterminer. |